# كريس مانسيل
كريس مانسيل (بالإنجليزية: Chris Mansell)‏ (1953، سيدني في أستراليا)؛ كاتِبة وشاعرة أسترالية. درست في جامعة سيدني.